# Kaktuszfüge

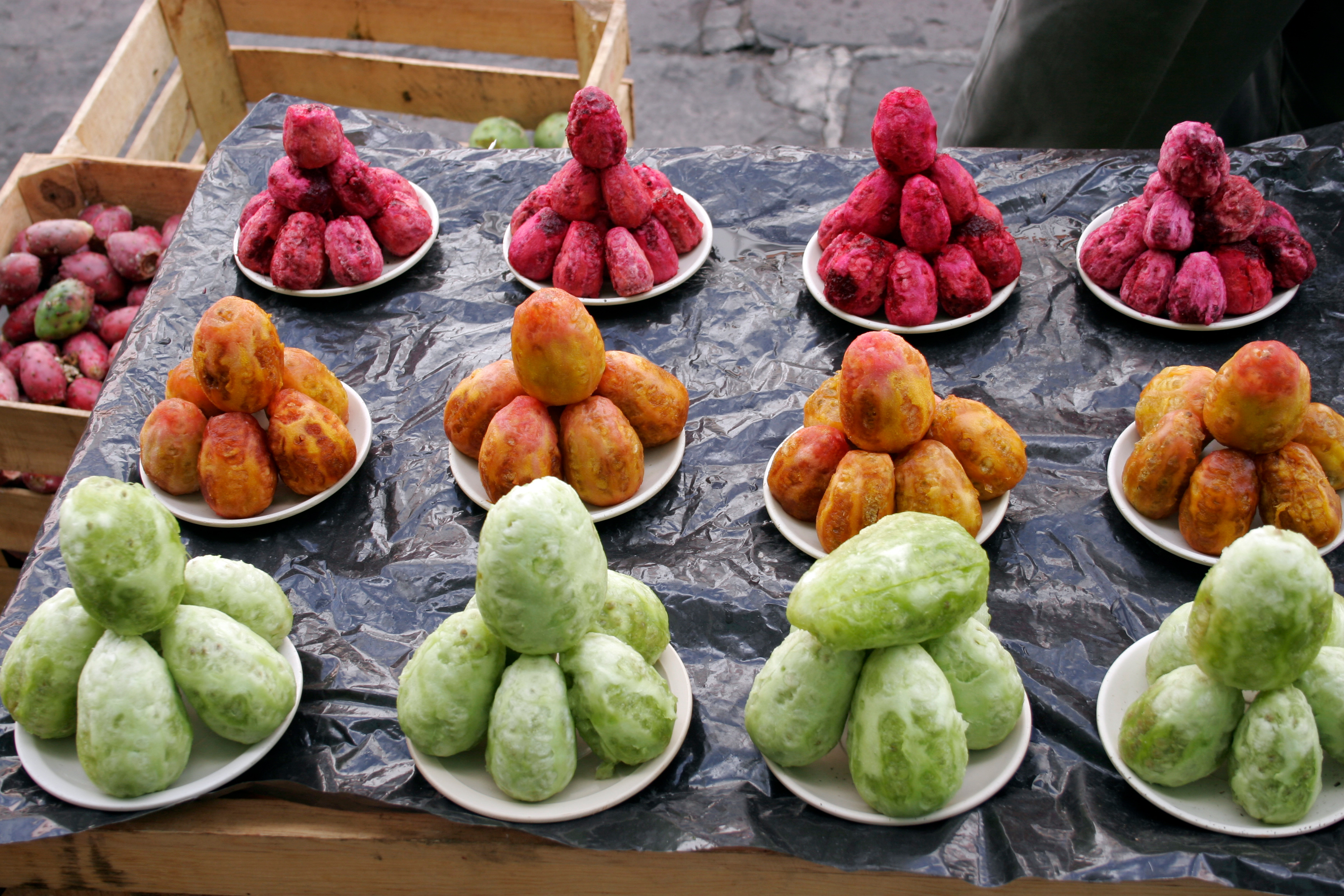
Kaktuszfügék a mexikói Zacatecas piacán

A világpiacon a kaktuszfüge, lófüge, indiánfüge vagy tuna a szűkebb értelemben a közönséges fügekaktusz (Opuntia ficus-indica) bogyótermése. A tuna név alapvetően spanyol nyelvterületen használatos.

## Megjelenése, belső felépítése
A termések a szártagok (kladódiumok) szélén ülnek; ősszel érnek be. A 100–200 gyümölcs hosszúkás, ovális, ritkábban gömbölyű vagy körte alakú, 5–10 cm-es. A zöldes alapszín mellett sárga, narancssárga, rózsaszín, piros, lila, lilásbordó és gesztenyebarna színben pompázhatnak. A gyümölcs vékony héja sima, a rajta sűrűn ülő párnácskákból (areolákból) horgasszőrök nőnek (Terebess).
A hús lédús, fényesen áttetsző, kellemesen savanykás, de nem illatos, magokkal teli. A magok lapított tojás alakúak, kb. 5×3,5 mm méretűek, nedvesen barnásak, szárazon csontszínűek. Az éretlen gyümölcs héja sötétzöld, az érett nyomásérzékeny és csak rövid ideig tárolható. A túlérett gyümölcs túl puha.

## Változatai, rokonai
Három színváltozata ismertebb: a fehér, a sárga és a bordó húsú.
Egyes rendszertanászok egyik alfaját (változatát?) Opuntia megacanta néven külön fajnak tekintik. Hasonképpen külön fajnak írják le időnként a tunakaktuszt (Opuntia tuna). Mivel ezek termését is árusítják (Terebess), az irodalomban gyakran úgy említik, hogy a kaktuszfüge több medvetalpkaktusz faj termésének összefoglaló neve.
Gyakorlatilag minden medvetalpkaktusz faj termése ehető. Eredeti termőhelyükön viszonylag gyakran kerülnek asztalra:
- az ördögnyelv-fügekaktusz (Opuntia compressa)
- az Engelmann-fügekaktusz (Opuntia engelmannii)
- a Lindheimer-fügekaktusz (Opuntia lindheimeri)
- a coloradói fügekaktusz (Opuntia phaeacantha)
- a keleti fügekaktusz (Opuntia robusta)[1]
- a vak fügekaktusz (Opuntia rufida)[2]
- a felálló fügekaktusz (Opuntia stricta)

fajok termései. A szó tágabb értelmében ezeket is nevezhetjük kaktuszfügének. A coloradói fügekaktusz (Opuntia phaeacantha) termésének lila levéből tej, méz és mentalevél hozzáadásával turmixot is készítenek.

## Termesztése, gazdasági jelentősége
A termést éretten vagy röviddel a beérés előtt takarítják be, és szükség esetén  szobahőmérsékleten utóérlelik (Terebess).

## Története
A fügekaktusz Mexikóból származik, ahol az érett terméseket az indiánok legalább 9000 éve eszik.
Mexikóban kevés tövisű vagy csupasz változatát már valószínűleg az azték hódítás előtt kinemesítették. Azóta a világ sok részén megtelepítették, elsősorban a mediterrán vidékeken. Tövises változatait a spanyol tengerészek vitték Európába, és onnan került Dél-Afrikába, Indiába és Ausztráliába. Az 1500-as évek végén már több európai kolostorkertben termesztették, El Greco festményein is megjelenik. Az őslakosoktól megismert termesztési tapasztalatok után ferences szerzetesek vitték Kaliforniába.
Fontos tunatermelő régiók: Mexikó, Szicília, Chile, Brazília és Észak-Afrika. A legtöbbet (kb. évi 3 millió tonnát) Mexikóban termesztik.
A bordó húsú termésekből bor- és ételszínezéket állítanak elő. Vörös levét ruhafestésre is használták.

## Fogyasztása
Üdítő hatású gyümölcs, a mediterrán étkezések gyakori kísérője. A termésben lévő oxalát-kristályok a nyelven enyhén égető érzést okozhatnak.
Nemcsak nyersen eszik, de szárítva (aszalva), sörbetnek és leveknek, befőtteknek is feldolgozzák. Mexikóban a kukorica és tequila agave mellett alapvető táplálék. Tehetjük gyümölcssalátába és levesekbe, frissen vagy sütve adhatjuk szárnyasok és borjúhús köretének.
Fogyasztás előtt a gyümölcsről gondosan le kell takarítani a horgasszőröket és a töviseket (a boltokban árult példányokról a töviseket többnyire eltávolították, de a horgasszőröket gyakran nem). Ezután a tövises terméshéjat a két végén lemetszik, majd késsel hosszában felvágják és
- leválasztják a terméshúsról (pulpa), vagy
- a magokkal együtt egyszerűen kikanalazzák.

Íze leginkább a görögdinnyére emlékeztet, állaga kocsonyás. A kemény, fekete magok nem ehetők.